# Harald W. Krenn
Harald W. Krenn (* 19. Oktober 1958 in Wien) ist ein österreichischer Biologe und Professor für Integrative Zoologie an der Fakultät für Lebenswissenschaften der Universität Wien.

## Beruflicher Werdegang
Harald W. Krenn studierte von 1977 bis 1987 Biologie und Erdwissenschaften sowie Zoologie und Botanik an der Universität Wien. Sein Dissertationsthema trug den Titel Vergleichende Funktionsanalyse des Rüssels der Lepidopteren. Er schloss ein Lehramtsstudium für Biologie und Umweltkunde ab und beendete sein Studium mit der Promotion in Zoologie und Botanik 1987. Im Anschluss an eine Tätigkeit als Biologie-Lehrer und als Product Manager in der pharmazeutischen Industrie wurde Krenn 1993 Assistenzprofessor am Institut für Zoologie an der Universität Wien. Nach seiner Habilitation 2001 wurde er im selben Jahr Assistenzprofessor im Department für Evolutionsbiologie, danach ab 2012 im Department für Integrative Zoologie. Seit 2012 ist Krenn Leiter der Studienprogramme in Biologie an der Universität Wien.

## Forschungsschwerpunkte
Krenns Forschungsinteresse gilt vor allem der Form, Funktion und konvergenten Evolution der Mundwerkzeuge bei Insekten. Die Untersuchung der Mundwerkzeuge von Insekten trug zum Verständnis des Funktionsmechanismus des Saugrüssels der Schmetterlinge (Lepidoptera) bei. und machte die Evolution der einzelnen Strukturen in ihrem neuartigen Form-Funktionszusammenhang nachvollziehbar. Die Untersuchung des Rüssels bei Schmetterlingen erbrachte verblüffende Beispiele der Anpassungen an unterschiedliche flüssige Nahrung (z. B. Nektar, Fruchtsäfte, Baumsäfte, Kot) sowie Anpassungen an die Nutzung von Pollen als Zusatznahrung bei  Heliconius-Arten, einer Gruppe von neotropischen Tagfaltern. Ein extrem langer Saugrüssel tritt innerhalb verschiedener Gruppen von Blütenbesuchern auf, ist aber relativ selten. Die gegenwärtige Forschungsarbeit vergleicht erstmals Kosten und Nutzen dieser auffälligen Saugorgane unter Einbeziehung der Saugpumporgane bei unterschiedlichen Insekten. In einer Gruppe von Lepidoptera wurde ein neuartiges Organ an den Mundwerkzeugen detailliert untersucht, das keinem Organ in verwandten Taxa homolog ist. Es tritt und nur bei weiblichen Yuccamotten auf und dient der Bestäubung der Futterpflanze der Larven.

## Praktische Forschungstätigkeit
Die Forschungsarbeiten von Harald W. Krenn verbinden experimentelle Freilandarbeit (z. B. in Costa Rica an der Tropenstation La Gamba) mit morphologischen und experimentellen Untersuchungen an der Universität Wien.

## Mitgliedschaften in akademischen Vereinigungen
- Deutsche Zoologische Gesellschaft,
- Austrian Entomological Society,
- Birdlife Österreich,
- Auring-Verein,
- Societas Europaea Lepidopterologica

## Publikationen
- ResearchGate Publikationsliste

Ausgewählte Publikationen ergänzend zu den Einzelnachweisen:
- H. W. Krenn, J. Plant, N. U. Szucsich: Mouthparts of flower-visiting insects. In: Arthropod Structure & Development. Band 34, 2005, S. 1–40, doi:10.1016/j.asd.2004.10.002 (pdf)
- H. W. Krenn, B-A. Gereben-Krenn, B. M. Steinwender, A. Popov: Flower visiting Neuroptera: mouthparts and feeding behaviour of Nemoptera sinuata (Nemopteridae). In: European Journal of Entomology. Band 105, 2008, S. 267–277 (pdf)
- H. W. Krenn, H. Aspöck: Form, Function and Evolution of the Mouthparts of Blood-Sucking Arthropods. In: Arthropod Structure & Development. Band 41, 2012, S. 101–118, doi:10.1016/j.asd.2011.12.001.
- A. Wilhelmi, H. W. Krenn: Elongated mouthparts of nectar-feeding Meloidae (Coleoptera). In: Zoomorphology. Band 131, 2012, S. 325–337, doi:10.1007/s00435-012-0162-3.
- F. Karolyi, N. U. Szucsich, J. F. Colville, H. W. Krenn: Adaptations for nectar-feeding in the mouthparts of long-proboscid flies (Nemestrinidae: Prosoeca). In: Biological Journal of the Linnean Society. Band 107, 2012, S. 414–424, doi:10.1111/j.1095-8312.2012.01945.x.
- Harald W. Krenn, Horst Aspöck: Bau, Funktion und Evolution der Mundwerkzeuge blutsaugender Arthropoden. In: Denisia. Band 30, 2010, S. 81–108 (zobodat.at [PDF]).